# Johnrehnia porongoropsensis
Johnrehnia porongoropsensis är en kackerlacksart som beskrevs av Roth, L. M. 2000. Johnrehnia porongoropsensis ingår i släktet Johnrehnia och familjen småkackerlackor. Inga underarter finns listade i Catalogue of Life.